# Maurice Godin
Maurice Godin (* 28. únor 1966, Toronto, Kanada) je americký herec, narozený v Kanadě.

## Kariéra
Vyrůstal v Kanadě, kde se zpočátku věnoval především divadelnímu herectví. Herectví se učil na Ryerson Theatre School a vystupoval na několika známých festivalech, ke kterým patří Shaw Festival nebo Stratford Shakespearean Festival.
Zahrál si v takových divadelních hrách, ke kterým patří i Romeo & Julie, Tři mušketýři nebo Jana Eyrová.
Kromě toho se objevuje i v seriálech a filmech. K těm známějším určitě patří seriály Život s Rogerem, Perné dny či Dr. House a také filmy Plnou parou vzad!, Dvojchyba nebo Tam, kde je srdce.

## Ocenění
Dvakrát byl nominován na cenu Gemini Awards. V roce 1992 za seriál E.N.G. a v roce 1995 za kráktý film Just for fun.

## Filmografie
- 1987 - Prokletá noc (TV seriál)
- 1988 - Street Legal (TV seriál)
- 1989 - Katts and Dog (TV seriál)
- 1990 - Tam, kde je srdce, Královna chamtivých (TV film), White Room
- 1991 - E.N.G. (TV seriál)
- 1993 - Just for fun, Secret Service (TV seriál), Matrix (TV seriál), Cafe Americain (TV seriál)
- 1994 - Připraveny nebo ne? (TV seriál), Bizetův sen (TV film), RoboCop (TV seriál), Věčný rytíř (TV seriál), Show Jerryho Seinfelda (TV seriál)
- 1995 - Danielle Steel: Moji synové (TV film), Křídla (TV seriál), Superman (TV seriál), TekWar (TV seriál), Harlequin 6 - Probuzení (TV film)
- 1996 - Salt Water Moose, Traders (TV seriál), Goosebumps (TV seriál), Dangerous Offender: The Marlene Moore Story (TV film), Život s Rogerem (TV seriál)
- 1997 - Když tajemství zabíjí (TV film), Advokáti (TV seriál), Poltergeist (TV seriál), Perné dny (TV seriál)
- 1998 - Krajní meze (TV seriál), Dvojchyba
- 1999 - Však ty víš (TV seriál)
- 2000 - The Fearing Mind (TV seriál), Všichni starostovi muži (TV seriál), The ´70s (TV film), The Geena Davis Show (TV seriál)
- 2001 - Takoví normální mimozemšťané (TV seriál), First Years (TV seriál), Ally McBealová (TV seriál), Alias (TV seriál)
- 2002 - The Chronicle (TV seriál), Přátelé (TV seriál), Still Standing (TV seriál), Plnou parou vzad
- 2004 - Roztomilý mazlíček, Lékařské záhady (TV seriál)
- 2005 - Las Vegas: Kasino (TV seriál), Můj přítel Monk (TV seriál), Threshold (TV seriál), Dr.House (TV seriál)
- 2006 - Malcolm v nesnázích (TV seriál), Last Day
- 2007 - Jericho (TV seriál), The Wind Fisherman, The 1/2 Hour News Hour (TV seriál), Řekni, že mě miluješ (TV seriál)
- 2008 - Kouzelníci z Waverly (TV seriál)